# Rusofobija
Rusofobija je odpor ali strah pred Rusijo, rusko politiko, ruskim ljudstvom ali rusko kulturo ter tudi intenzivno in pogosto iracionalno sovraštvo do Rusije. Nasprotje rusofobiji je rusofilija.
V preteklosti je rusofobija vključevala državno sponzorirano ravnanje in propagando proti Rusom v Franciji in Nemčiji. Nacistična Nemčija je v 20. stoletju Ruse in druge Slovane označila za nižjo raso in "podčloveka" ter pozvala k njihovemu iztrebljenju. V skladu z nacistično ideologijo je bilo med nemško okupacijo v drugi svetovni vojni pomorjenih nekaj milijonov ruskih civilistov in ujetnikov. Če bi nacistični pohod proti Sovjetski zvezi uspel, so bili Adolf Hitler in drugi najvišji nacistični uradniki pripravljeni izvesti Generalplan Ost (Splošni načrt za Vzhod). Ta direktiva bi v okviru ustvarjanja Lebensrauma odredila umor več deset milijonov Rusov skupaj z drugimi etničnimi skupinami, ki so naseljevale Sovjetsko zvezo.
Danes v zahodni popularni kulturi obstajajo številni klišeji in negativni stereotipi o Rusih. Nekateri posamezniki imajo lahko predsodke ali sovraštvo do Rusov zaradi njihove zgodovine, rasizma, propagande ali zakoreninjenih stereotipov. Negativni pogledi na Rusijo so zelo razširjeni, vendar so ti najbolj razširjeni v zahodnih liberalnih demokracijah.
Nekateri analitiki so trdili, da sta uradna zahodna retorika in novinarstvo o ruskih dejanjih v tujini, mdr. poleg upravičenega neodobravanja druge čečenske vojne, ruskega odziva na širitev Nata, rusko-gruzijske vojne in ruskega vmešavanja v volitve v ZDA leta 2016. Protirusko razpoloženje se je močno poslabšalo po ruskih dejanjih v Ukrajini leta 2014. Do poletja 2020 je večina zahodnih držav imela negativno mnenje o Rusiji. Akademik in nekdanji ameriški veleposlanik v Rusiji Michael McFaul je spregovoril o »boju proti rusofobiji« in pozval ameriške uradnike in novinarje, naj prenehajo demonizirati« Ruse, naj kritizirajo širjenje stereotipov o Rusih, ruski kulturi in ruskih nacionalnih nagnjenjih. Po ruski invaziji na Ukrajino leta 2022 so rusko govoreči priseljenci doživeli nadlegovanje, odkrito sovražnost in diskriminacijo.
Nekateri raziskovalci so opisali zlorabo »rusofobije« kot taktiko ruske vlade. Ta prikazuje Rusijo, ki je »oblegana« z Zahodom in je z njim v esistencialni konfrontaciji, kar uporabi za ohranitev legitimnosti v domačih gospodarskih in političnih pritiskih, kot tudi za ohranitev podpore rusko-ukrajinski vojni. Ta pogled je včasih označen kot radikalno nacionalističen in opisan kot del ruskega imperializma.